# Eremothera (animal)
Pour l’article homonyme, voir Eremothera (plante).
Genre
Eremothera est un genre de solifuges de la famille des Eremobatidae.

## Distribution
Les espèces de ce genre se rencontrent aux États-Unis en Arizona et au Mexique au Sonora,.

## Liste des espèces
Selon Solifuges of the World (version 1.0) :
- Eremothera drachmani Muma, 1986
- Eremothera sculpturata Muma, 1951

## Publication originale
- Muma, 1951 : The Arachnid order Solpugida in the United States. Bulletin of the American Museum of Natural History, no 97, p. 31-141 (texte intégral).